# Claudie Blakley
Claudie Blakley (* 1974 in England) ist eine britische Film- und Theaterschauspielerin.

## Leben
Ihr Vater war der 1996 an Krebs verstorbene Alan Blakley, Bassist bei Brian Pooles Tremeloes, einer in den 1960er Jahren erfolgreichen Popband. Ihre Schwester Kirsten Blakley ist Leadsängerin bei der britischen Indieband Little Spitfire.
Claudie Blakley erlernte die Schauspielerei an der renommierten Central School of Speech and Drama in London. 1998 gewann sie den Ian Charleson Award für ihre Darstellung in Die Möwe am West Yorkshire Playhouse. Einem internationalen Publikum bekannt wurde sie durch ihre Rolle der Mabel Nesbitt im 2001 Oscarprämierten Kostümfilm Gosford Park von Robert Altman und 2005 an der Seite von Keira Knightley in der Rolle der Charlotte Lucas in der Jane Austen Romanverfilmung von Stolz und Vorurteil unter der Regie von Joe Wright. Im Herbst 2007 sah man sie in den BBC-Miniserien Cranford und Lark Rise to Candlefold.

## Filmografie (Auswahl)
- 1996: No Bananas (Miniserie, 3 Folgen)
- 1997: Touching Evil (Fernsehserie, 2 Folgen)
- 1999: An Unsuitable Job for a Woman (Fernsehserie, Folge 2x01)
- 1999: The Bill (Fernsehserie, Folge 19x70)
- 2000: A Christmas Carol (Fernsehfilm)
- 2000–2002: Playing the Fieldl (Fernsehserie, 15 Folgen)
- 2001: The Cat’s Meow
- 2001: The War Bride
- 2001: Gosford Park
- 2001: Mr Charity (Fernsehserie, 6 Folgen)
- 2002–2003: Ed Stone Is Dead (Fernsehserie, 4 Folgen)
- 2003: Ready When You Are Mr. McGill (Fernsehfilm)
- 2004: Dirty Filthy Love
- 2005: The Inspector Lynley Mysteries (Fernsehserie, Folge 4x03)
- 2005: Stolz und Vorurteil (Pride & Prejudice)
- 2006: Severance
- 2006: London to Brighton
- 2006: Fear of Fanny
- 2008–2011: Lark Rise to Candleford (Fernsehserie, 32 Folgen)
- 2009: Bright Star
- 2010: Agatha Christie’s Marple – Die blaue Geranie (Fernsehserie)
- 2010: Die Weihnachtsgeschichte – Das größte Wunder aller Zeiten (The Nativity, Miniserie, 3 Folgen)
- 2011: The Night Watchl (Fernsehfilm)
- 2011: New Tricks – Die Krimispezialisten (New Tricks, Fernsehserie, Folge 8x09)
- 2012: Words of the Titanic (Fernsehfilm)
- 2014: The Driver (Fernsehserie, 3 Folgen)
- 2015: Inspector Barnaby (Midsomer Murders, Fernsehserie, Folge 17x03: Ein mörderisch guter Song (The Ballad Of Midsomer County))
- 2015: Call the Midwife – Ruf des Lebens (Call the Midwife, Fernsehserie, Folge 4x04)
- 2015: Gerichtsmediziner Dr. Leo Dalton (Silent Witness, Fernsehserie, 2 Folgen)
- 2016: Grantchester (Fernsehserie, 5 Folgen)
- 2019–2021: Manhunt (Fernsehserie, 7 Folgen)
- 2020: Flesh and Blood (Fernsehserie, 4 Folgen)
- 2022: The House (Stimme)
- 2022: The Nan Movie
- 2022: Man vs. Bee (Fernsehserie, 5 Folgen)
- 2023: Father Brown (Fernsehserie)

## Bühnenrollen (Auswahl)
- Macbeth (2012) (Sheffield Crucible Theatre)
- Di and Viv and Rose (2011) (Hampstead Theatre)
- Attempts on her Life (2007) (Royal National Theatre)
- Love and Money (2006) (Royal Exchange Theatre/Young Vic Theatre)
- The Little Mermaid (2006) (Little Angel Theatre)
- King Lear (2005) (Sheffield Crucible Theatre)
- A girl in a car with a man (2004) (Royal Court Theatre)
- Ende gut, alles gut (All’s well that ends well, 2003–04) (Royal Shakespeare Company (Stratfort/London))[1]
- The Lady from the Sea (2003) (Almeida Theatre)
- Kosher Harry (2002) (Royal Court Theatre)
- The Good Samaritan (2000) (Hampstead Theatre)
- Drei Schwestern (Three Sisters, 1999) (UK-Tour)
- Present Laughter (1998–99) (West Yorkshire Playhouse)
- Der Sturm (The Tempest, 1998) (West Yorkshire Playhouse)
- Die Möwe (The Seagull, 1998) (West Yorkshire Playhouse)[2]
- Peter Pan (1997–98) (Royal National Theatre)
- Rosencrantz and Guildenstern are Dead (1995–96) (Royal National Theatre)